# Pénélope (nymphe)
Pour les articles homonymes, voir Pénélope (homonymie).
Dans la mythologie grecque, Pénélope (en grec ancien Πηνελόπη / Pênelópê, « canard sauvage »), fille de Dryops, est une nymphe et mère de Pan.

## Mythe
Certains mythologues ont confondu la nymphe avec la reine d'Ithaque. Selon ces mythologues contestés, il s'agirait de la même Pénélope, femme d'Ulysse, qui aurait conçu le dieu Pan avec Hermès. Dans cette version, elle aurait été la fille d'Icarios et de la naïade Péribée. Elle aurait conçu le dieu avec Hermès, puis serait devenue l'épouse modèle de chasteté qui conçoit Télémaque avec Ulysse.
Suivant des récits postérieurs à l’Odyssée, Pan est plutôt considéré comme le fils d'Hermès par Pénélope, reine d'Ithaque, qu'Ulysse aurait répudiée en raison de son infidélité, ou bien comme celui qu'elle conçut après avoir cédé successivement à ses cent-vingt-neuf prétendants. Pour concilier ces différentes variantes, Nonnos de Panopolis imagina l'existence d'une quinzaine de Pan différents, les uns issus du Pan primordial, alors considéré comme le fils de la nymphe-chèvre Amalthée et le frère de lait de Zeus, les autres nés d'Hermès par les nymphes Sosé et Pénélope.

## Identification
Pénélope aurait été assimilée à Dryope.

## Source
- Nonnos de Panopolis, Dionysiaques [détail des éditions] [lire en ligne] (XIV).